# Please, Please/Don't Stop Me Now
Please, Please/Don't Stop Me Now è un singolo del gruppo musicale britannico McFly, pubblicato nel 2006 ed estratto come doppia "A-Side" dal loro secondo album in studio Motion in the Ocean.

## Tracce
- CD 1 (UK)

1. Don't Stop Me Now (Queen cover) - 3:24
2. Please, Please (Radio Version) - 3:10

- CD 2 (UK)

1. Please, Please (Single Version) - 3:10
2. Don't Stop Me Now - 3:24
3. 5 Colours in Her Hair (US Mix) - 2:59
4. 5 Colours in Her Hair (Live From Arena Tour) - 3:33
5. 5 Colours in Her Hair (Live Video) - 3:33
6. Harry in India - 6:38

## Classifiche
| Classifica (2006) | Posizione raggiunta |
| ----------------- | ------------------- |
| Regno Unito       | 1                   |